# Franz Isser
Franz Isser (Matrei in Osttirol, 17 agosto 1932 – Saalfelden am Steinernen Meer, 16 marzo 2024) è stato un bobbista austriaco.

## Biografia
Attivo negli anni sessanta come pilota per la squadra nazionale austriaca, insieme ai suoi fratelli Josef, Heinrich, Maria e del suo gemello Fritz, fece parte di una delle famiglie più numerose distintesi in ambito internazionale.
Partecipò ai Giochi olimpici invernali di Innsbruck 1964, dove si piazzò al nono posto nel bob a due.
Prese inoltre parte ad almeno un'edizione dei campionati mondiali, conquistando la medaglia di bronzo nel bob a quattro a Garmisch-Partenkirchen 1962 proprio insieme ai fratelli Josef, Heinrich e Fritz.

## Palmarès

### Mondiali
- 1 medaglia:
  - 1 bronzo (bob a quattro a Garmisch-Partenkirchen 1962)